# Нижній Мордок
Нижній Мордок (рос. Нижний Мордок) — село в Глушковському районі Курської області Російської Федерації.
Населення становить 367 осіб. Входить до складу муніципального утворення Нижньомордоцька сільрада.

## Історія
Населений пункт розташований на території українського етнічного та культурного краю Східна Слобожанщина.
Від 2004 року входить до складу муніципального утворення Нижньомордоцька сільрада.

## Населення
| 2002 | 2010 |
| ---- | ---- |
| 440  | ↘367 |